# Teodorów (województwo świętokrzyskie)
Teodorów – wieś w Polsce, położona w województwie świętokrzyskim, w powiecie pińczowskim, w gminie Działoszyce.
| SIMC    | Nazwa      | Rodzaj     |
| ------- | ---------- | ---------- |
| 0237819 | Pisarzówka | część wsi  |
| 0237831 | Zielona    | przysiółek |

W latach 1975–1998 miejscowość położona była w województwie kieleckim.